# Dobre Miasto
Dobre Miasto é um município da Polônia, na voivodia da Vármia-Masúria e no condado de Olsztyn. Estende-se por uma área de 4,86 km², com 10 239 habitantes, segundo os censos de 2017, com uma densidade de 2 117,9 hab/km².